# 尖被藜芦
尖被藜芦（学名：Veratrum oxysepalum）为黑藥花科藜芦属下的一个种。